# 曹遵
曹遵，三國時期魏國將領，曹真同宗族人。曹遵少年時與曹真一同辅佐曹操，早卒。
在《三國演義》中，諸葛亮首次北伐，曹真率魏軍抵禦，曹先鋒。諸葛亮假作退兵，他領兵追趕，中伏，被蜀將魏延所斬。